# Euskera

La revue Euskera est l'organe officiel de diffusion des activités de l'Académie de la langue basque ou Euskaltzaindia. Elle exprime par son sous-titre « “Euskaltzaindiaren lan eta agiriak” » (Travaux et actes d'Euskaltzaindia) la mission qui est la sienne.
Trois numéros sur support papier sont publiés chaque année : la première et la troisième sont consacrées à la vie de l'Académie, à ses normes, ses décisions et ses déclarations, et la seconde est consacrée à des travaux de recherche,. 

## Historique

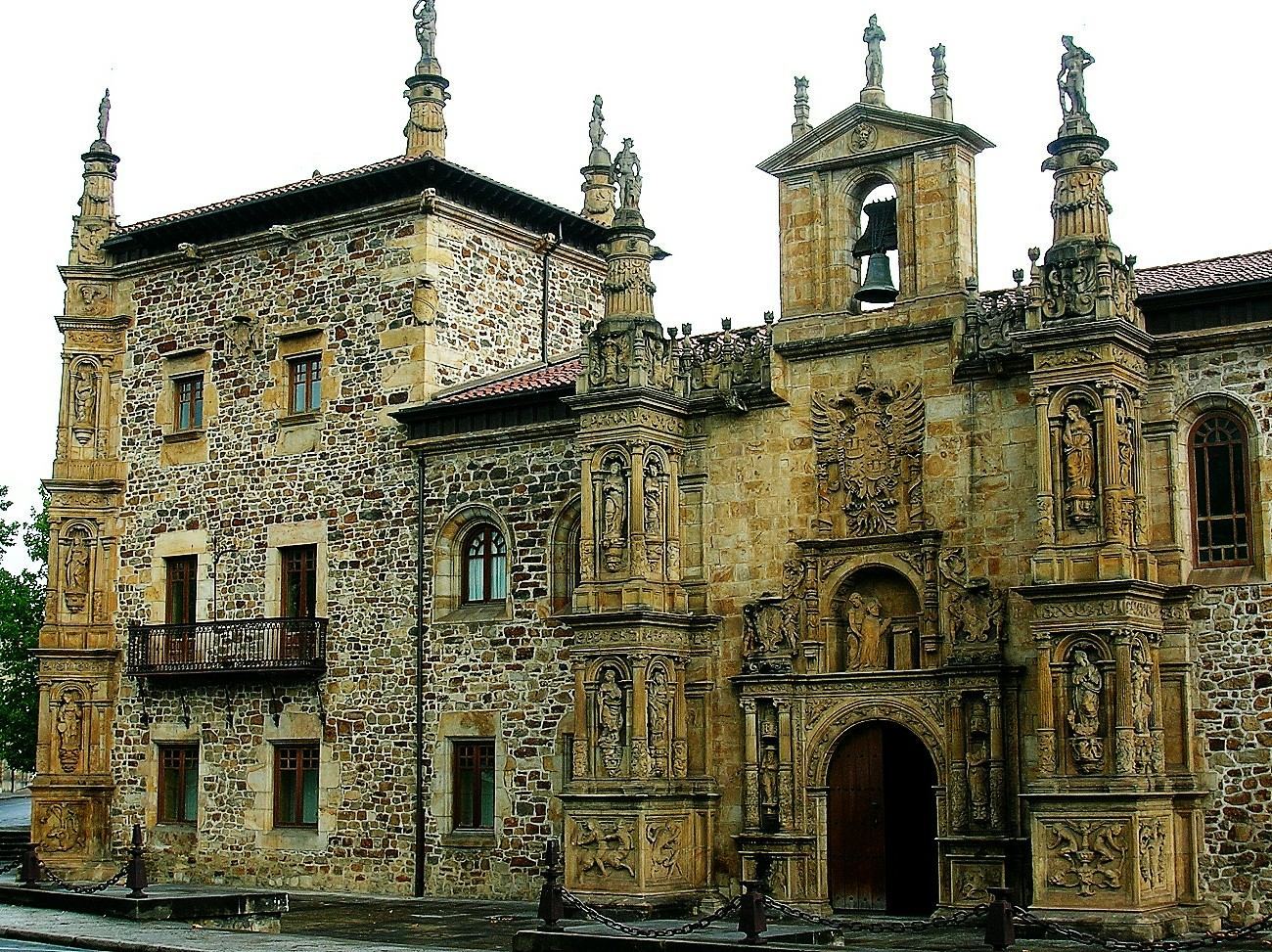
Université d'Oñati

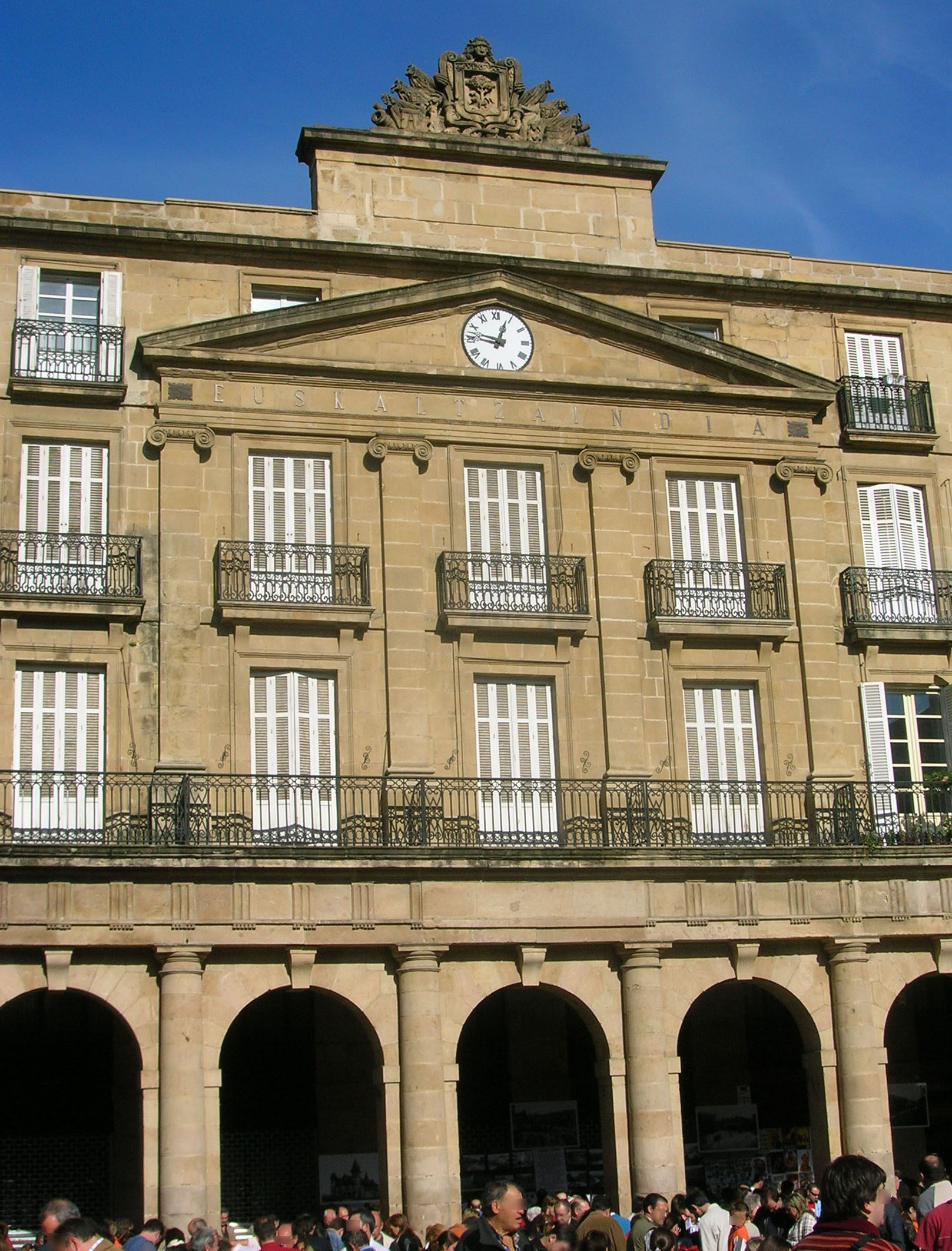
Siège central à Bilbao

Euskera est fondée en 1918 à Oñati lors du premier congrès d'études basques. C'est aussi surtout la naissance d'Eusko Ikaskuntza ou Société d'études basques et celle d'Euskaltzaindia ou Académie de la langue basque. 
En 1919, dès son origine, la direction incombe à Pierre Lhande. À la suite de la prise de fonction du père Luis Villasante comme Président d'Euskaltzaindia en 1970, la direction de la revue lui revint.
Lors de la création et du lancement de la revue, Euskera a toujours eu une vocation internationale. Les langues utilisées dans ses textes en sont la preuve. Le basque, l'espagnol, le français et plus récemment l'anglais se côtoient, ainsi que l'origine de ses collaborateurs . Un grand nombre d'entre eux ayant été nommés académiciens honoraires comme Jacques Allières, Joan Coromines, William Anthony Douglass, Nils Holmer, André Martinet, Ramón Menéndez Pidal, Larry Trask, Christianus Cornelius Uhlenbeck ou Julien Vinson,.
À travers la revue, plusieurs faits sont relatés comme l'immense tâche qui incombait aux premiers académiciens durant la Guerre civile, les décisions normatives de l'Académie créant parfois des controverses, la modernisation de la langue, l'assimilation d'un lexique venant d'autres langues qui ont suscité une polémique qui a été bien vite surmontée. Le problème de l'unification de la langue a perduré jusqu'à une époque très récente. La revue a témoigné aux procédés arbitraires inimaginables qui ont eu cours afin d'interdire la langue basque durant le franquisme. L'intention manifeste d'étrangler la langue affecta non seulement la revue Euskera mais également l'activité d'Euskaltzaindia. La publication de la revue Euskera redémarra à partir de 1956 et lança les prix littéraires
La revue Euskera a été le témoin du travail de cette section dans l'organisation de concours de bertsolaris, de campagnes d'euskaldunisation et d'alphabétisation en basque, ou de journées sur la langue basque et l'église, la consommation ou l'emploi de la langue basque par les jeunes.